# Cathal Doyle
Cathal Doyle (* 12. November 1997 in Bettystown) ist ein irischer Leichtathlet, der sich auf den Mittelstreckenlauf spezialisiert hat.

## Sportliche Laufbahn
Erste internationale Erfahrungen sammelte Cathal Doyle bei den Crosslauf-Europameisterschaften 2015 in Hyères, bei denen er nach 19:28 min auf den 75. Platz im U20-Rennen gelangte. Bei den Crosslauf-Europameisterschaften 2018 in Tilburg wurde er nach 25:17 min 51. im U23-Rennen und im Jahr darauf schied er bei den U23-Europameisterschaften in Gävle mit 3:49,25 min in der ersten Runde im 1500-Meter-Lauf aus. Zudem lief er bei den Crosslauf-Europameisterschaften in Lissabon nach 27:07 min auf dem 71. Platz im U23-Rennen ein. 2020 begann er ein Studium an der University of Portland in den Vereinigten Staaten und 2023 wurde er bei der 3. Liga der Team-Europameisterschaft im Rahmen der Europaspiele in Chorzów in 3:43,36 min Zweiter über 1500 Meter. Im Jahr darauf nahm er an den Olympischen Sommerspielen in Paris teil und schied dort mit 3:33,15 min im Halbfinale aus. 2025 verpasste er bei den Halleneuropameisterschaften in Apeldoorn mit 3:52,33 min den Finaleinzug.
In den Jahren von 2022 bis 2024 wurde Doyle irischer Meister im 1500-Meter-Lauf im Freien sowie 2024 und 2025 auch in der Halle.

## Persönliche Bestzeiten
- 800 Meter: 1:46,75 min, 4. Mai 2024 in Dublin
- 1500 Meter: 3:33,15 min, 4. August 2024 in Paris
  - 1500 Meter (Halle): 3:37,19 min, 13. Februar 2025 in Liévin
- Meile: 3:52,06 min, 12. Juli 2024 in Dublin
  - Meile (Halle): 3:53,18 min, 13. Februar 2025 in Liévin